# Killickia
Killickia là một chi thực vật có hoa trong họ Hoa môi (Lamiaceae).

## Loài
Chi Killickia gồm các loài: